# 6 Batalion Saperów (PSZ)
6 Batalion Saperów (6 bsap.) – pododdział saperów w Polskich Siłach Zbrojnych.
6 batalion saperów sformowano we wrześniu i październiku 1941 roku w składzie 6 Lwowskiej Dywizji Piechoty. Od marca 1943 roku wszedł w skład 5 Kresowego batalionu saperów, jako jego  6 kompania saperów i pluton  kompanii parkowej saperów. 6 kompania saperów w składzie 5 Kresowej Dywizji Piechoty uczestniczyła w kampanii włoskiej 2 Korpusu Polskiego w latach 1944-1945 od rzeki Sangro do Bolonii.

## Formowanie i zmiany organizacyjne
Formowanie 6 batalionu saperów rozpoczęto 18 września 1941 roku poprzez wydzielenie z pułku specjalnego zawiązków batalionu składających się z oficerów, podoficerów i szeregowych pełniących do 1939 roku służbę w jednostkach inżynieryjno-saperskich WP. Zawiązek uzupełniono ochotnikami i poborowymi zgłaszającymi się do formowanych jednostek Polskich Sił Zbrojnych w ZSRR w garnizonach Tockoje i Kotłubanka. W dniu 28 października 1941 roku żołnierze batalionu, którzy nie służyli wcześniej w WP złożyli wraz z całą dywizją przysięgę wojskową. W miarę posiadanych możliwości prowadzono szkolenie nowo wcielonych saperów z zakresu podstawowego oraz w niewielkim stopniu specjalistycznego. Podoficerów doszkalano w ramach kompanii specjalnej w batalionie szkolnym dywizji. 6 batalion saperów nie otrzymał broni oraz żadnego sprzętu saperskiego i specjalistycznego. Posiadał tylko bardzo ograniczoną ilość sprzętu budowlanego (łopaty, siekiery, młotki i piły ręczne) odpowiednie raczej dla formacji roboczych. Przy batalionie organizowana była kompania saperów kolejowych. W okresie od października 1941 roku do stycznia 1942 roku saperzy batalionu wykonywali prace mające na celu polepszenie własnych warunków zakwaterowania wykopanie ziemianek i dowóz drewna opałowego jak też pomoc dla innych oddziałów dywizji w tym szpitala oraz na rzecz zgromadzonej w rejonie zakwaterowania polskiej ludności cywilnej. W dniach 1-15 lutego 1942 roku większość 6 batalionu saperów została dyslokowana transportem kolejowym z obozu w Kotłubance do nowego garnizonu  Szachriziabs w Uzbeckiej SRR, przewożąc 60 ton drewna, papę, blachę i gwoździe. Materiały te wykorzystano na budowę pomieszczeń i opał w kuchniach 6 LDP. W następnych miesiącach usiłowano w batalionie polepszyć warunki bytowe żołnierzy, zwalczać choroby zakaźne, prowadzić szkolenie podstawowe z napływającymi uzupełnieniami stanów osobowych oraz w miarę możliwości prowadzono kursy dla saperów z kompanii saperów pułków piechoty. Pod koniec sierpnia saperzy wraz z macierzystą 6 LDP zostali dyslokowani transportem kolejowym do Krasnowodzka, skąd drogą morską dotarli do Pehlavi w Iranie. Po czym na początku września po odbytej kwarantannie i przemundurowaniu zostali przewiezieni transportem samochodowym do obozu Khanqin w Iraku. Po przybyciu do Iraku w okresie września i października 1942 roku saperzy wykonywali prace mające na celu polepszenie zakwaterowania oraz prace na rzecz innych oddziałów dywizji. Ponadto realizowano czynności mające poprawić stan fizyczny, zdrowotny żołnierzy batalionu. Dokonano przeglądu żołnierzy, w wyniku czego przeniesiono do jednostek tyłowych lub zwolniono ze służby osoby ze względu na zaawansowany wiek lub stan zdrowia. Wydzielono z batalionu do innych jednostek kompanię saperów kolejowych, przekazano do armijnego batalionu saperów część żołnierzy. Jednocześnie na początku listopada 1942 roku przyjęto nadwyżki saperów z rozwiązanych kompanii saperskich pułków piechoty. Z uwagi na niskie stany osobowe w listopadzie 1942 roku rozwiązano 6 batalion saperów, w jego miejsce sformowano 6 kompanię saperów według etatów brytyjskiej kompanii inżynieryjnej. W okresie od listopada i grudnia 1942 kompania otrzymała pierwsze pojazdy, wyposażenie i sprzęt saperski. Podjęto intensywne szkolenie w brytyjskich ośrodkach szkoleniowych, w Centrum Wyszkolenia Armii oraz na własnych kursach np. prawa jazdy. 11 marca 1943 roku, z uwagi na rozwiązanie 6 Lwowskiej Dywizji Piechoty, 6 kompania saperów została włączona w skład 5 Kresowego batalionu saperów.   

## Obsada dowódcza i organizacja batalionu
Dowódcy batalionu
- mjr Włodzimierz Gabryłłowicz (1941[6])
- kpt. Aleksander Borkowski (1942[7])
- mjr Stanisław Maculewicz (1942/1943[8])

Batalion saperów organizowany według etatu radzieckiej dywizji strzelców, przewidywał: dowództwo batalionu, 3 kompanie saperów. Miał składać się z 23 oficerów i 388 szeregowych.  W późniejszym okresie do batalionu włączono, samodzielny pluton miotaczy ognia - o stanie etatowym 1 oficer i 37 szeregowych.